# إدوين فان در سار
أدوين فان در سار (بالهولندية: Edwin van der Sar)، من مواليد 29 أكتوبر 1970 في فورهوت في هولندا، أكثر لاعب لعب لمنتخب هولندا ولعب كحارس مرمى لاياكس ويوفنتوس وفولهام ومانشستر يونايتد.
بدأ فان در سار مسيرته في كرة القدم مع نادي أياكس أمستردام في عام 1990، ولعب له 226 مباراة وسجل فيها هدف، وكان أحد أعضاء الفريق الذي فاز في دوري أبطال أوروبا في عام 1995 بعد أن تغلب على نادي إيه سي ميلان، وفي عام 1999 انتقل إلى نادي يوفنتوس الإيطالي، وأصبح بذلك أول حارس مرمى أجنبي يحرس مرمى نادي يوفنتوس، ولعب معهم 66 مباراة، وفي عام 2001 انتقل إلى نادي فولهام الإنجليزي ولعب له 127 مباراة، وفي 5 يونيو 2005 انتقل إلى نادي مانشستر يونايتد الإنجليزي.
و لعب فان در سار مع منتخب هولندا لكرة القدم، وكان أول مباراة لعبها مع المنتخب في 7 يونيو 1995 أمام منتخب بيلاروسيا لكرة القدم، وقد شارك في كأس الأمم الأوروبية في أعوام 1996 و2000 و2004 و2008، وشارك في كأس العالم 1998 و2006، وهو أكثر اللاعبين الهولنديين مشاركة مع منتخب هولندا لكرة القدم" اعتزل كرة القدم في 28 مايو 2011 بعد مباراة فريقه أمام برشلونة في نهائي دوري أبطال أوروبا.
وهو يعمل حاليا كمحلل وذكر أن له رغبة في التدريب في المستقبل القريب.

## سيرة اللاعب

### أياكس أمستردام
ولد في فورهوت، بدأ فان دير سار مسيرته في ناديه مسقط رأسه، فورهولت، ثم نوردفيك.
في سن متأخرة نسبيا، لفت انتباه لويس فان غال ل، وبعد ذلك وقع لاياكس.
على الرغم من انه انضم في وقت متأخر لأياكس، التحق بالفريق الرديف وانتظر فترة وقته قبل الحصول على فرصة مع الفريق الأول من قبل لويس فان جال.
قضى مسيرة طويلة وناجحة مع أياكس، حيث نجح بالفوز في كأس الاتحاد الأوروبي 1991-1992 ودوري أبطال أوروبا 1994-1995، وكذلك جائزة أفضل حارس مرمى أوروبي 1995.
قدم ما مجموعه 226 مباراة مع اياكس وسجل ركلة جزاء لاياكس لإكمال الانتصار 9-1 على جرافشاب في موسم 1997-1998.

### يوفنتوس
عام 1999، جذب فان در سار اهتمام من مانشستر يونايتد، الذين سعوا له بديلا لبيتر شمايكل؛ ومع ذلك، انتقل فان دير سار إلى نادي يوفنتوس الإيطالي مقابل رسوم يعتقد أنها في حدود 5 ملايين جنيه استرليني. لعب لأول مرة مع السيدة العجوز في التعادل 1-1 مع ريجينا في ملعب ديلي البي.
و أصبح أول حارس غير إيطالي يلعب مع يوفنتوس.
كان الحارس الأول خلال أول موسمين له في إيطاليا، ولعب 66 مباراة في دوري الدرجة الأولى الإيطالي مع يوفنتوس وأنهى الدوري في مركز الوصيف مرتين تحت كارلو انشيلوتي.
خسر فان در سار مكانه في صيف عام 2001، بعد شراء اليوفنتوس الحارس الدولي الإيطالي جانلويجي بوفون من بارما مقابل 100 بليون ليرة (حوالي 32,6 مليون £)، وهو مبلغ قياسي في العالم لحارس المرمى.

### فولهام
في 1 آغسطس 2001، اختار فان دير سار الانتقال إلى إنجلترا وانضم للصاعد حديثا فولهام في صفقة بلغت قيمتها 7,1 مليون £، ووقع عقدا لمدة أربع سنوات.
لعب لأول مرة في الدوري في 18 آغسطس 2001، في هزيمة 2-3 خارج أرضه أمام مانشستر يونايتد.
في المجموع، لعب 127 مباراة في الدوري مع فولهام. أدائه مع فولهام جذب أعين مانشستر يونايتد واهتمام السير اليكس فيرغسون.

### مانشستر يونايتد
وقع فان دير سار لمانشستر يونايتد يوم 10 يونيو 2005 برسوم بلغت مليوني جنيه استرليني، على الرغم من أن قيمة الصفقة بالضبط لم يكشف عنها.
يعتبر مدرب مانشستر يونايتد السابق السير اليكس فيرغسون فان در سار أفضل حارس مرمى لعب للنادي منذ بيتر شمايكل.

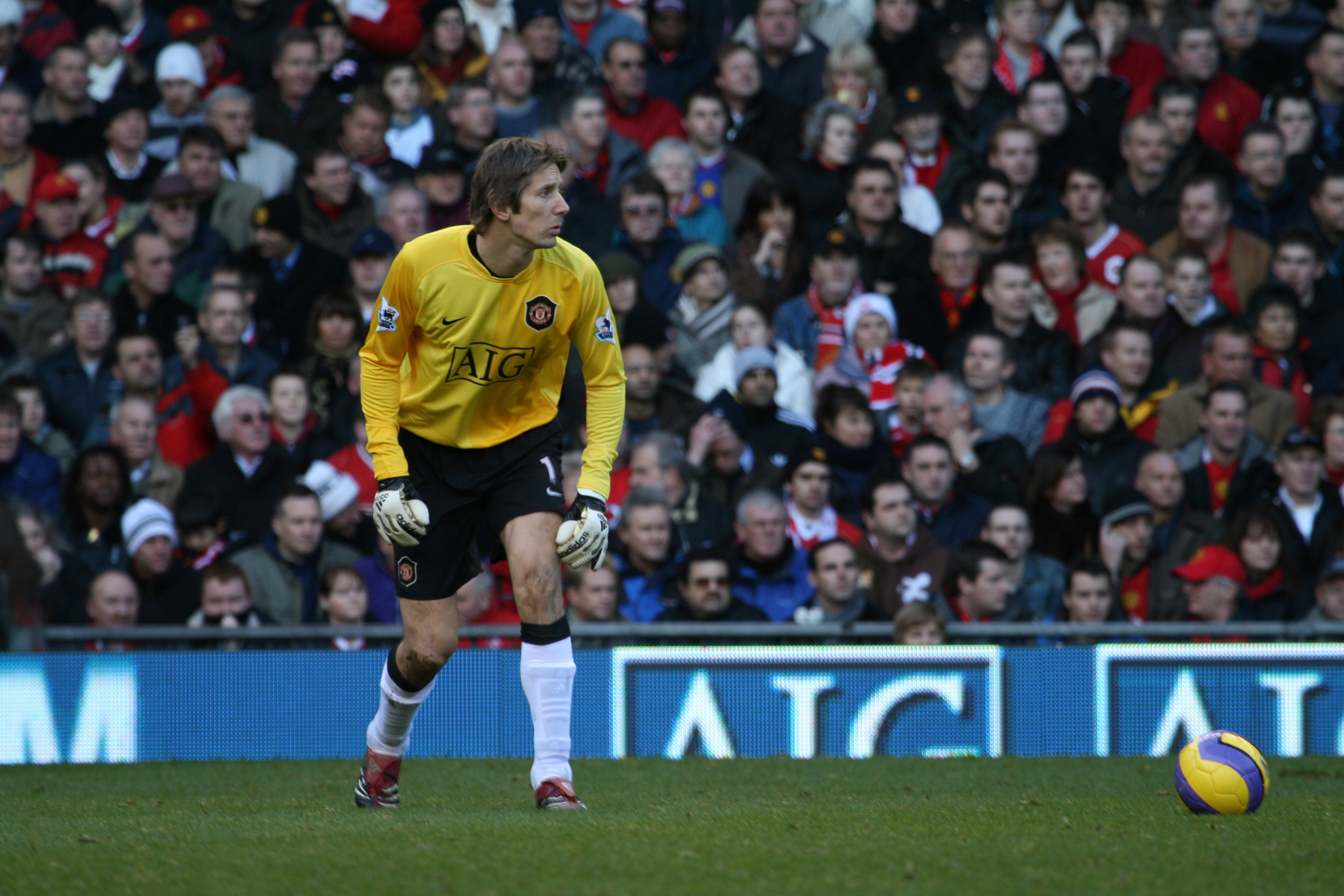
فان دير سار يلعب مع مانشستر يونايتد.

يوم 5 مايو 2007، ساعد مانشستر يونايتد بصده ضربة الجزاء ببراعة لضمان انتصار 1-0 على مانشستر سيتي في دربي مانشستر.
في اليوم التالي، فشل تشلسي بالفوز على ارسنال ليفوز مانشستر يونايتد للمرة التاسعة بكأس الدوري الممتاز (البريميرليج) وفان دير سار باللقب الأول.
كان موسم 2007-08 أفضل موسم لفان دير سار منذ وصوله؛ حيث كانت لديه العديد من العروض الكبيرة على الرغم من اصابته في الفخذ. وساعد مانشيستر يونايتد في تأمين اللقب الثاني على التوالي للدوري الإنجليزي في اليوم الأخير والفوز بدوري ابطال أوروبا عن طريق صد ركلة الجزاء الترجيحية الأخيرة من الفرنسي نيكولا انيلكا.
في 27 يناير 2009، ساعد فان دير سار مانشستر يونايتد بتجيل رقم قياسي جديد لناد في الدوري الممتاز وذلك عن طريق المحافظة على شباكه نظيفة بعد فوز النادي 5-0 على وست بروميتش البيون يعني أنهم ذهبوا 11 مباراة و1،032 دقيقة دون أن يدخل مرماه هدف وضرب الرقم القياسي السابق البالغ 10 مباريات و1،025 دقيقة عن طريق بيتر تشيك في موسم 2004-05.
ثم انه حطم الرقم القياسي العام في الدوري الإنكليزي في المباراة التالية للنادي بعد أربعة أيام، متفوقا على الرقم القياسي السابق البالغ 1,103 دقيقة، من قبل ستيف ديث مع ريدنيغ في عام 1979.
في مباراة ضد وست هام في 8 فبراير 2009، مدد السجل إلى 1,212 دقيقة، متفوقا على الرقم القياسي في دوريات الدرجة الأولى البريطانية من 1,155 دقيقة من قبل حارس أبردين بوبي كلارك في عام 1971.
أخيرا، يوم 18 فبراير 2009، مدد فان دير سار السجل إلى 1,302 دقيقة، وعند القيام بذلك، حطم الرقم القياسي العالمي في موسم واحد لخوسيه ماريا بولجابسيك والبالغ 1,289 دقيقة، المنصوص عليها في البطولة الختامية التشيلي في عام 2005.
في المجموع، أكمل فان دير سار 1,311 دقيقة دون أن يدخل مرماه أي هدف في الدوري.
في 23 ديسمبر 2010، ذكرت الصحافة البريطانية أن السير أليكس فيرجسون قد أكد أن فان دير سار سيعتزل في نهاية الدوري الممتاز موسم 2010-11.
على الرغم من انه نفى تلك التقارير في ذلك الوقت، ولكن أكد فان دير سار في 27 يناير 2011 نيته بالاعتزال.
في 22 مايو 2011، لعب مباراته النهائية على ملعب اولد ترافورد في الفوز 4-2 على بلاكبول مما أدى إلى هبوط بلاكبول من الدوري الممتاز.
و كان قائدا لمانشستر يونايتد في المبارة الوداعية.
كانت المباراة الأخيرة له مع مانشستر يونايتد ضد برشلونة في عام 2011 في نهائي دوري أبطال أوروبا.
في 28 مايو 2011، اعتزل فان دير سار من كرة القدم.

### المسيرة الدولية
أدرج فان در سار في تشكيلة هولندا في نهائيات كأس العالم 1994 لكنه لم يلعب. كان عليه أن ينتظر حتى 7 يونيو 1995 ليلعب أول مباراة دولية له ضد روسيا البيضاء.

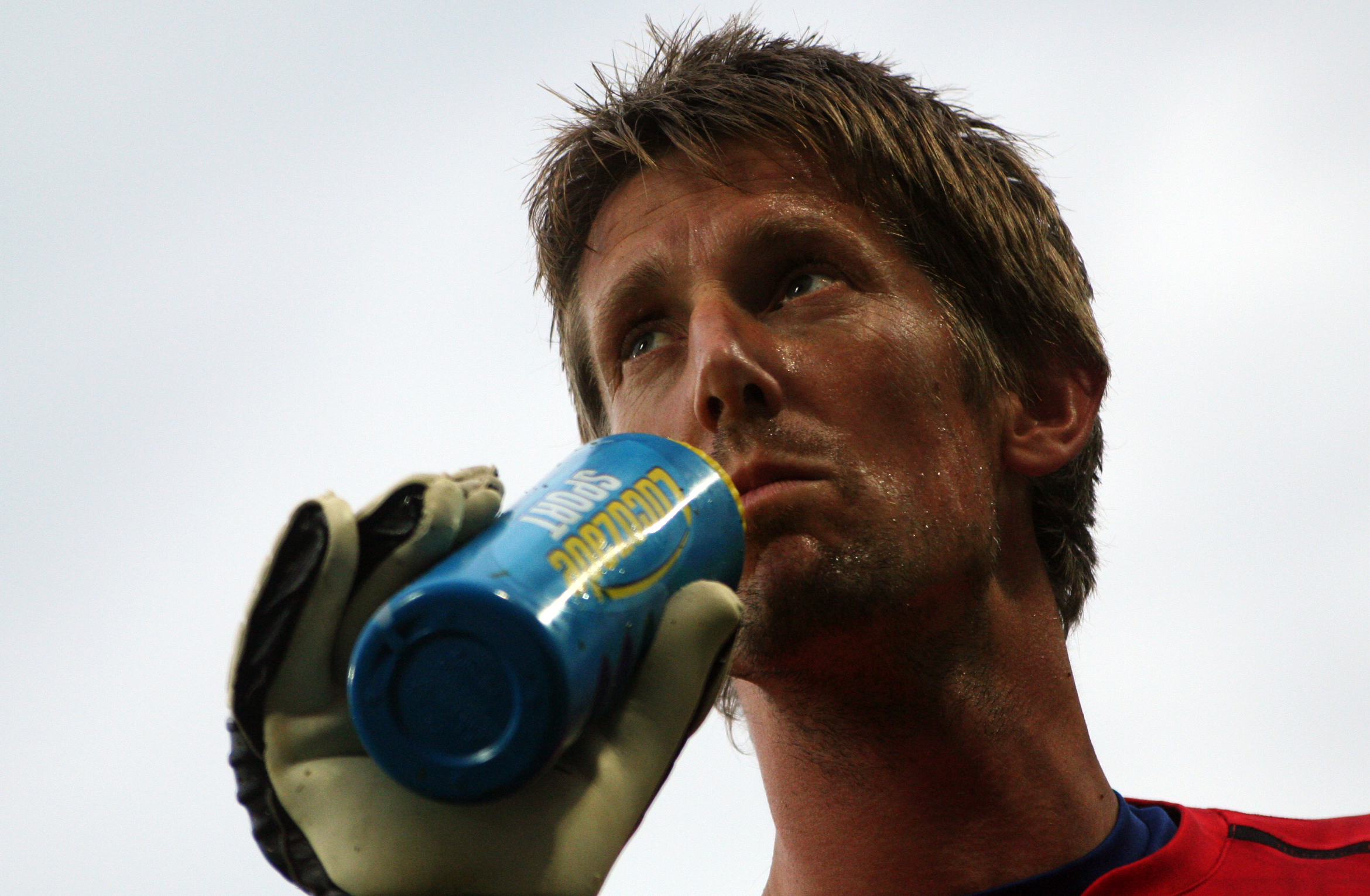
فان دير سار في يورو 2008.

خلال ركلات الترجيح في ربع نهائي يورو 2004 ضد السويد، أنقذ فان در سار ركلة جزاء من اولوف ميلبرغ، حيث فازت هولندا 5-4 بركلات وتأهلت إلى الدور قبل النهائي.
قبل مباراة الفريق في كأس العالم 2006 ضد كوت ديفوار، لم تهتز شباك فان در سار في تسع مباريات متتالية تنافسية.
في عيد ميلاده 37، وذلك في مقابلة مع راديو 538 ذكر أنه يعتزم اعتزال اللعب الدولي بعد كأس الامم الأوروبية 2008.
قبل البطولة، كان له دور فعال في وضع حد للنزاع منذ فترة طويلة بين المهاجم المخضرم رود فان نيستلروي والمدرب ماركو فان باستن.
وكان قائد مؤثر في الفوز 3-0 على إيطاليا في 9 يونيو 2008، وأيضا في 13 يونيو في الفوز 4-1 على فرنسا. يوم 21 يونيو، لعب في خسارة ربع النهائي 3-1 ضد روسيا، والتي كان يعتقد أن تكون مبارته الدولية الأخيرة.
كان هذا ظهوره 16 في مباريات نهائيات بطولة الامم الأوروبية، وعادل الرقم القياسي المسجل من قبل ليليان تورام قبل بضعة أيام.
بعد كأس الامم الأوروبية 2008، أصبح فان در سار أكثر لاعب لعب دقائق في بطولة الامم الأوروبية لكرة القدم أكثر من أي لاعب آخر.
في أوسلو، 15 أكتوبر 2008، هزمت هولندا النرويج 1-0 بفضل هدف مارك فان بوميلفي آخر مباراة دولية لفان در سار والتي أصبحت مباراته 130 خلال تلك المباراة، وهو رقم قياسي للاعب الهولندي.

## روابط خارجية
- أدوين فان در سار على موقع الاتحاد الدولي (مؤرشف)  (الإنجليزية)
- أدوين فان در سار على موقع الاتحاد الأوربي (الإنجليزية)
- أدوين فان در سار على موقع قاعدة بيانات كرة القدم.إي يو (الإنجليزية)
- أدوين فان در سار على موقع ليكيب (الفرنسية)
- أدوين فان در سار على موقع ناشيونال فوتبول تيمز (الإنجليزية)
- أدوين فان در سار على موقع Soccerbase.com (لاعب) (الإنجليزية)
- أدوين فان در سار على موقع Soccerway.com (الإنجليزية)
- أدوين فان در سار على موقع عالم كرة القدم.نت (الإنجليزية)